# Immanuił Wielikowski
Immanuił Wielikowski (ros. Иммануил Великовский, ur. 10 czerwca 1895 w Witebsku, zm. 17 listopada 1979 w Princeton w stanie New Jersey) – pseudonaukowiec, psychiatra i psychoanalityk, autor licznych kontrowersyjnych książek, w których dokonywał reinterpretacji wielu zdarzeń z historii.
Studiował na uniwersytetach w Edynburgu, Charkowie i Moskwie – tam uzyskał tytuł lekarza (1921), po czym prowadził działalność leczniczą na terenie Palestyny. W późniejszym czasie studiował psychologię na uniwersytetach w Zurychu i Wiedniu. Od 1939 roku mieszkał w Stanach Zjednoczonych.

## Zderzenie światów
W 1950 roku wydał książkę World in Collision, w której przedstawił alternatywną wizję historii Układu Słonecznego (pol. tytuł Zderzenie światów). Twierdził, że Wenus początkowo była kometą, która ok. 1500 roku p.n.e. została wyrzucona przez Jowisza do wewnątrz Układu Słonecznego. Po drodze Wenus miała uderzyć w Słońce, zbliżyć się do Ziemi oraz zderzyć się z Marsem. Po tym zderzeniu miała osiągnąć swoją orbitę kołową pomiędzy Merkurym a Ziemią. Wielikowski swoje poglądy opierał na studiach Starego Testamentu oraz mitów kosmologicznych z różnych kultur. Mechanikę Układu Słonecznego łączył z plagami egipskimi. Wielikowski nie ukrywał, że jego wizja jest sprzeczna z fizyką, tłumacząc jednocześnie, że należy przeprowadzić nowe badania z zakresu nauk fizycznych.
World in Collision został skrytykowany przez środowisko naukowe. Fizyk i popularyzator nauki James Trefil zwrócił uwagę, że siły związane z międzyplanetarnym polem magnetycznym są za słabe, by umożliwić przesunięcie planety w inne miejsce. Tłumaczenie Wielikowskiego, jakoby spadanie manny z nieba na Izraelitów miało wiązać się ze zbliżeniem Wenus z Ziemią zostało odrzucone przez Trefila, który w książce 1001 things everyone should know about science (pol. 1001 spotkań z nauką) wyraził swoje zainteresowanie, skąd Wenus wiedziała, że deszcz manny należało wstrzymać podczas szabatu.
Pomimo krytyki ze strony środowisk naukowych World in Collision cieszył się popularnością i trafił na listę bestsellerów „The New York Timesa”.